# Mumm-Inseln
Die Mumm-Inseln (französisch Îles Mumm) sind eine Gruppe aus mehreren kleine Inseln vor der Graham-Küste des Grahamlands auf der Antarktischen Halbinsel. Als Teil des Wilhelm-Archipels liegen sie 2,5 km nordwestlich des Turquet Point der Booth-Insel.
Teilnehmer der Vierten Französischen Antarktisexpedition (1903–1905) unter der Leitung Jean-Baptiste Charcots entdeckten sie. Charcot benannte sie nach dem Champagnerproduzenten G. H. Mumm (1827–1907), von dem er Champagner der Marke „Courdon Rouge“ bei dieser Forschungsreise mitgeführt hatte.